# Bouchaïb Ben Mohamed
Bouchaïb Ben Mohamed est un footballeur marocain né le 1er janvier 1924 à Casablanca.

## Biographie

### Vie personnelle
Bouchaïb Ben Mohamed a trois enfants avec sa femme Nahmed Rahma : Sanae, Hakim et Ali.[réf. nécessaire]